# 克鲁拉克-门登霍尔任务

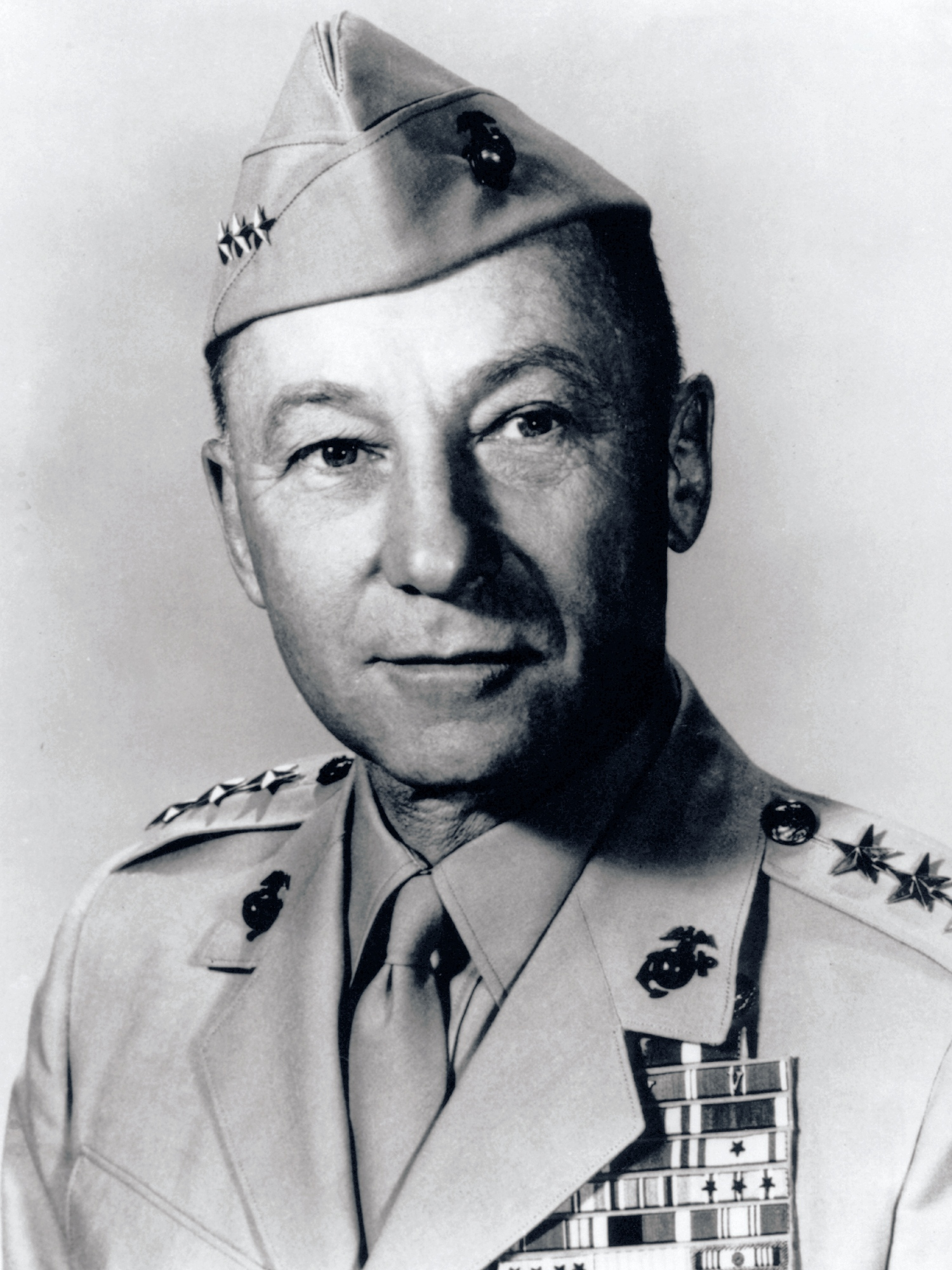
美国海军陆战队将军维克多·克鲁拉克

克鲁拉克-门登霍尔任务（Krulak–Mendenhall mission），或译为克鲁拉克-门登霍尔考察团，是约翰·肯尼迪政府于1963年9月上旬向南越派遣的一次实地考察团。此次考察的官方目的是调查南越政权及其美国军事顾问针对越共叛乱的战争进展。该考察团由维克多·克鲁拉克（Victor Krulak）和约瑟夫·门登霍尔（Joseph Mendenhall）领导。克鲁拉克是美国海军陆战队少将，而门登霍尔是一位资深外交官，擅长处理越南事务。
这次为期四天的旋风式访问于1963年9月6日开始，当天恰逢国家安全委员会(NSC) 召开会议，且正逢美国与南越关系日益紧张之际。随着反对总统吴廷琰天主教政权宗教歧视的佛教示威活动升级，内乱席卷了南越。8月21日佛塔袭击造成数百人死亡后，美国通过电报授权小亨利·卡伯特·洛奇对可能发生的政变进行调查。
在向国家安全委员会提交报告时，克鲁拉克向委员会提交了一份对战争进展持乐观态度的报告，而门登霍尔则描绘了南越军事失败和民众不满的黯淡前景。克鲁拉克忽视了越共受到的民众支持，认为南越士兵在战场上的努力不会受到民众不满于吴廷琰政策的影响。门登霍尔则主要着眼于评估南越城镇居民的情绪，并得出结论认为：吴廷琰的政策增加了宗教内战的可能性，导致南越人相信在越共领导下生活质量会得到改善。这些截然不同的报告使得美国总统约翰·肯尼迪向他的两位顾问询问：“你们两个访问的是同一个国家，对吧？”
肯尼迪的高级顾问团对这份无法得出明确结论的报告展开了各执立场的激烈辩论。讨论了对越南采取各种行动方案，比如推动政权更迭，或采取一系列有选择性的措施，旨在削弱吴廷琰的兄弟和首席政治顾问吴廷瑈的影响力。此次辩论中，吴廷瑈及其妻子瑈夫人被视为南越政治问题的主要症结。鉴于克鲁拉克和门登霍尔的考察团未能得出明确结论，美国政府随后开展了后续任务，即麦克纳马拉-泰勒考察团（McNamara-Taylor mission）。

## 背景
5月8日顺化佛诞枪击事件发生后，南越爆发了民众动荡。九名佛教徒在无视政府禁止在释迦牟尼佛诞辰日悬挂佛教旗帜的禁令并参加反政府抗议游行后，被吴廷琰总统的罗马天主教政权枪杀。 
枪击事件发生后，佛教领袖开始游说吴廷琰争取宗教平等，并为受害者家属提供赔偿和正义。由于吴廷琰依旧不愿妥协，抗议活动逐渐升级。 佛教僧侣释光德在西贡繁忙十字路口的自焚事件成为吴廷琰政权的公关灾难。该事件的照片成为世界各地的头版头条，并成为吴廷琰政策的象征。 
随着抗议活动的持续，效忠吴廷瑈的越南共和国陆军特种部队于8月21日袭击舍利寺，造成了数百人死亡，并造成广泛破坏并宣布戒严。大学和高中在支持佛教的大规模抗议活动中被迫关闭。与此同时，由于南越军队之间存在宗派内讧的传言，打击越共叛乱的斗争开始减弱。 这被越南共和军的各种军官策划政变所加剧，使对叛乱的注意力转移。
在袭击寺庙后，肯尼迪政府向美国驻西贡大使馆发送了243号电报，下令研究替换南越领导人的可能性。 

## 发起与执行
9月6日国家安全委员会（NSC）会议结束时一致认为，眼下的优先事项是获取有关越南局势的更多信息。美国国防部长罗伯特·麦克纳马拉提议立即派遣海军陆战队少将维克多·克鲁拉克进行实地调查。国家安全委员会同意由具有越南经验的外交官员约瑟夫·门登霍尔陪同他，两人于当天晚些时候开始执行任务。 
在返回华盛顿特区的途中，克鲁拉克和门登霍尔将把约翰·梅克林和鲁弗斯·菲利普斯从西贡带回，以进行报告。梅克林时任美国信息服务局 (USIS) 主任，菲利普斯时任美国援外使团(USOM) 农村项目主任以及战略哈姆雷特计划顾问。 美国国务院向西贡大使馆发送了一份详细的电报，其中包含有关越南社会各阶层的公众舆论的问题。用克鲁拉克的话说，其目的是观察“最近事件对越南人民的整体态度以及对打击越共战争的影响”。 
在为期四天的行程中，两人走遍了越南，然后返回华盛顿提交报告。克鲁拉克访问了南越军队所有四个军区的10个地点，并与美国大使小亨利·卡伯特·洛奇、驻越美军司令保罗·哈金斯将军及其幕僚、87名美国顾问和22名南越军队军官进行了交谈。门登霍尔去了西贡、顺化、岘港和其他几个省会城市，主要与越南朋友交谈。然而，他们对局势的估计却截然相反。 梅克林事后写道：“这是一项非凡的任务，行程长达二万四千英里，要在仅仅四天内评估如此复杂的越南局势并返回。这反映了美国政府当时的困境。” 这次使命的领导者之间紧张关系十分明显。门登霍尔和克鲁拉克非常不喜欢对方，只有在必要时才互相交流。  
梅克林和克鲁拉克在返程途中卷入了争执。克鲁拉克不赞成梅克林将吴廷琰政权审查过的电视录像带回美国的决定，认为此举侵犯了主权。在飞机上进行了长时间激烈争论后，克鲁拉克要求梅克林在阿拉斯加的的埃尔门多夫空军基地加油时将电视录像带留在那里，并进一步建议美国信息局主任留在阿拉斯加照看这些电影镜头。  

## 结果汇报

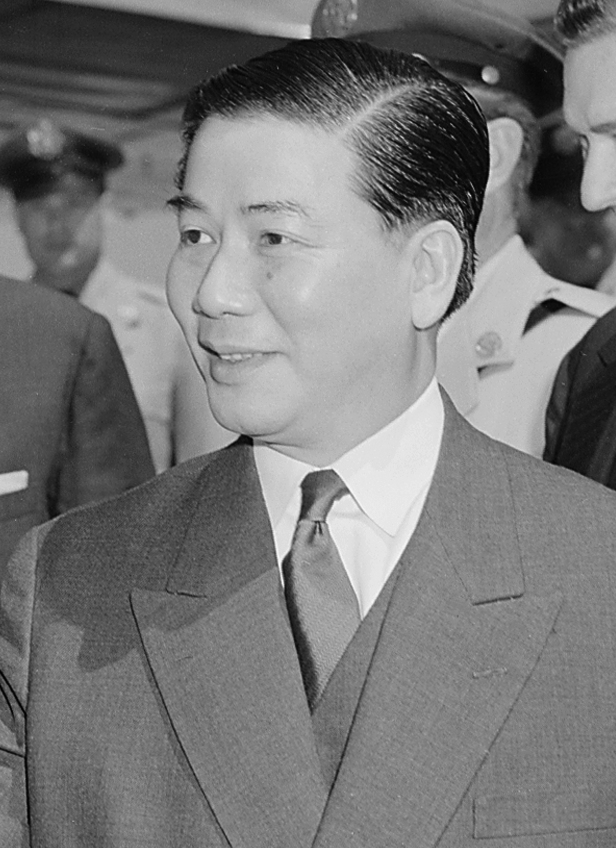
南越总统吴廷琰

国家安全委员会于9月10日上午再次召开会议，听取考察团的报告。 门登霍尔在越南事务方面拥有丰富经验，曾在前美国大使埃尔布里奇·德布罗手下任职。杜布罗曾多次敦促吴廷琰实施政治改革。克鲁拉克是一名海军陆战队员，以相信利用军事行动实现外交目标而闻名。他的气质为他赢得了“野蛮人”的绰号，这个绰号源于他在海军学院的摔跤生涯。 国防部副部长罗斯威尔·吉尔帕特里克（Roswell Gilpatric）指出，门登霍尔“在弗吉尼亚州河一侧（五角大楼，国防部总部）受到极大怀疑”， 而克鲁拉克“在五角大楼受到普遍喜爱和信任，无论是在民政还是军事方面”。 
克鲁拉克和门登霍尔的背景反映在他们对战争的相反分析中。克鲁拉克对军事进展进行了高度乐观的分析，并低估了佛教危机对南越军队对抗越共的影响。 他的结论是：“这场激烈的战争仍在以令人印象深刻的速度进行。受到政治危机的不利影响，但影响不大。” 

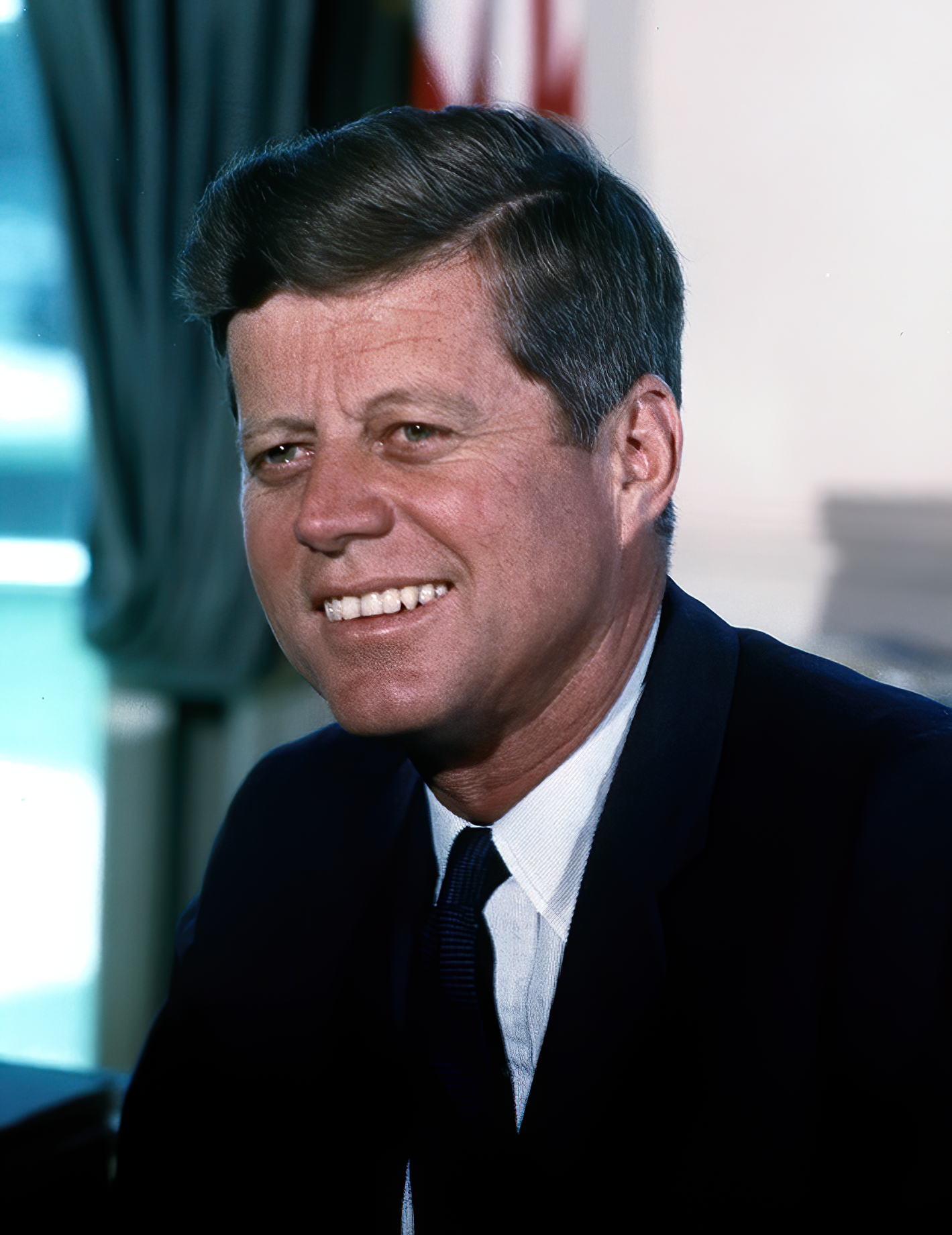
美国总统约翰·F·肯尼迪

克鲁拉克断言，实现南越政治稳定仍需要大量战斗，特别是在被视为越共最强大地区的湄公河三角洲。他指出，南越军队各级别军官都意识到佛教危机的存在，但他认为，大多数人并没有让宗教信仰对他们的内部军事关系产生严重负面影响。他相信南越军官们是忠诚的，并且可以预期他们会执行任何他们认为合法的命令。克鲁拉克进一步断言，政治危机并没有对美南两国的军事关系造成重大损害。谈到越南人对领导人的看法，克鲁拉克预测军官们会感到不满。 他认为这主要是针对吴廷琰的弟弟吴廷瑈。吴廷瑈被广泛视为南越政权幕后的掌权者。    克鲁拉克相信大多数军官都希望摆脱吴廷瑈的影响，但只有少数人愿意诉诸政变。三名美国顾问强烈批评了吴廷瑈夫妇，并主张他们离开南越，以避免在联合国引发公关灾难。然而，克鲁拉克认为这些问题被他认为成功的军事行动所掩盖，而不管政治领导层如何，战争将会取得胜利。   他预测南越军队在改善治理方面的能力有限，并且认为他们不会发挥他们所拥有的任何影响力。克鲁拉克乐观地总结道：
除了越南境外的非常严重的政治和军事因素外，如果继续推进当前的美国军事和社会计划，不考虑执政政权的严重缺陷，越共战争将会取得胜利。
门登霍尔对此持不同意见，并认为反对吴廷琰的情绪已经达到了一种程度，足以导致民政统治的崩溃。 他报告了西贡、顺化和岘港的“恐怖统治”， 并观察到通常针对吴廷瑈的普遍憎恨已经蔓延到备受尊敬的吴廷琰。门登霍尔断言，许多越南人开始相信吴廷琰统治下的生活比越共统治下的生活更糟糕。 他预测，唯有进行政权更迭，战争才有可能取得胜利；否则南越将陷入宗派内斗或大规模的共产党进攻中。 这些相互矛盾的报告引发了肯尼迪总统著名的疑问：“你们两个访问的是同一个国家，对吧？”   

### 争论
克鲁拉克试图解释这些对立的评估，指出门登霍尔调查了城市地区，而他则冒险进入了“战争所在”的乡村地区。 克鲁拉克断言，在西贡的政治问题不会妨碍军事进展，他说：“我们可以在吴廷瑈继续掌权的情况下艰难前进，赢得这场战争。 助理国务卿罗杰·希尔斯曼断言，这些对立报告之间的差异“是军事视角和政治视角之间的区别。 在对不同观点的争论中，门登霍尔坚称西贡在寺庙事件后已经“几乎完全崩溃。 他报告说，越南公务员担心与美国人在一起被人看到。他回忆起一次访问时，他不得不保持安静，而他的越南东道主在房间里悄悄搜索隐藏的窃听器。门登霍尔断言“西贡充满了恐惧和仇恨的氛围，人们对吴廷琰的恐惧超过了越共。 他报告说，许多公务员不再在家睡觉，因为担心被吴廷瑈的秘密警察在半夜逮捕。许多官员最近把大部分时间都花在争取释放他们参与亲佛教抗议的孩子上。门登霍尔断言，内部动荡现在比对抗共产主义者的战争更受优先考虑。  
门登霍尔谴责西贡对佛教徒的和解和善意姿态是一种公关手段。他报告说，因示威而在西贡被捕的外省僧人没有按照承诺返回原籍地。门登霍尔指出，当僧侣被释放时，吴廷琰的官员保留了他们的身份证件。这导致他们在试图离开首都时再次被捕。由于他们没有政府身份证明文件，这些僧侣被打上越共的标签。随着此类策略的消息传遍整个首都，一些僧侣在西贡南越军队军官的家中寻求庇护。门登霍尔坚称，美国对这种局势负有责任，因为它曾帮助吴家夺取权力，并为其提供武器和资金。他推断，当吴廷琰使用武器对付自己的人民时，华盛顿也应当承担责任。他表示，“拒绝采取行动与采取行动一样，都是对越南事务的干涉”。 

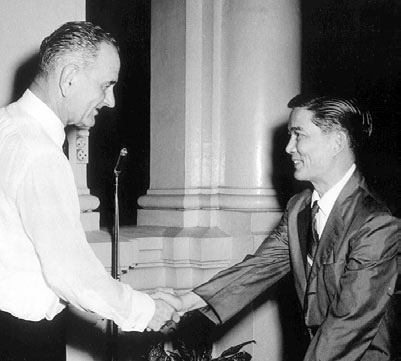
吴廷瑈（右图）会见美国副总统林登·约翰逊

根据五角大楼文件，“两份报告的关键失败在于没有理解越南军队正在扮演的基本政治角色”。 文件得出结论，南越军队是唯一能够罢黜并取代吴廷琰的机构。吴廷琰和吴廷瑈充分意识到这个潜在的威胁， 并采取了分而治之的策略。他们篡夺了高级军官晋升的特权，并根据对总统府的忠诚任命将军，直接向军官发号施令。 此举引起了高级官员的深深不信任，并削弱了他们的权力。 克鲁拉克未能意识到，如果局势恶化到对吴廷琰的不满可能导致共产主义取得胜利的地步，将军们会介入政治，因为他们知道在共产党统治下会发生什么。克鲁拉克和门登霍尔似乎都没有预料到，如果军事政变发生，吴廷琰晋升政治的分裂影响将会在将军们争夺权力时显现出来。两人都没有强调将军们之间的政治争斗将产生不利的影响。 
在国家安全委员会会议上，弗雷德里克·诺尔廷（之前曾担任美国驻南越大使）对门登霍尔的分析提出异议。 作为吴廷琰的辩护者， 诺尔廷指出门登霍尔对南越持悲观态度已有数年。梅克林进一步加强并推动了门登霍尔的观点，呼吁政府通过暂停非军事援助对西贡施加直接压力，试图引发政权更迭。用梅克林的话来说：
这无疑会带来危险。我们无法确定事件会如何发展。有可能，越南军队会分裂成敌对派系，或者新政府可能非常无能或不稳定，导致对抗越共的努力崩溃。因此，美国现在应该决定，在必要时引入美国战斗部队，以防止越共在吴廷琰政权的废墟中取得胜利。
根据五角大楼文件的观点，梅克林了解克鲁拉克和门登霍尔忽视的军政府的陷阱。 不管怎样，梅克林的结论是，美国应该继续推动政权更迭，接受后果，并考虑派遣美国作战部队来阻止越共可能取得的胜利。 
在国家安全委员会会议上，菲利普斯对湄公河三角洲的局势发表了悲观的预测。 他声称“战略村计划”在三角洲是一团糟，称他们“正被越共吞食”。 当得知菲利普斯最近目睹了三角洲的一场战斗时，肯尼迪询问菲利普斯的评估。菲利普斯回答说：“好吧，我不想反驳克鲁拉克将军，但我必须告诉你，总统先生，我们没有赢得战争，特别是在三角洲地区。部队陷入瘫痪，他们在军营里，这就是西贡旁边的一个省份实际发生的情况。” 菲利普斯坚称，除去吴廷瑈是改善局势的唯一途径， 而除掉吴廷瑈的唯一方法是引进曾在十年前巩固了吴廷琰的地位的中央情报局特工，爱德华·兰斯代尔上校，  但这个提议被肯尼迪驳回。菲利普斯提出了三个建议措施：
- 终止援助黎光松上校[18]的南越特种部队，因为他直接接受独立宫（南越总统府）而不是军队指挥部的命令。 [20] 8月21日，黎光松领导了对佛塔的袭击，造成数百人死亡，并造成大范围的破坏。 [21]这些特种部队主要被用来镇压异见者，而不是与共产主义者作战。 [22]
- 削减了电影中心的资金，该中心制作了有关吴廷瑈的传记电影。 [18]
- 秘密进行行动，旨在分化和破坏黎光东和尊室订少将。 [18]尊室订是西贡的军事总督和南越军队第三军团的指挥官，是南越军队历史上最年轻的将军，这主要是因为他对吴氏家族的忠诚。 [23] [24]

在随后的辩论中，肯尼迪问菲利普斯，如果吴廷瑈对削减的援助做出回应，将资金转移用于支持他的个人计划，会发生什么情况。当问及吴廷瑈是否会将任何由此导致的军事恶化归咎于美国时，菲利普斯回答说，南越军队会反叛，因为那些出现在越共黑名单上的南越军官不会允许共产党乱来。菲利普斯表示，如果吴廷瑈试图将军事援助从部队转移用于支持他的个人计划，美国人可以用手提箱装着钱并直接送到乡村。 

### 强烈的分歧

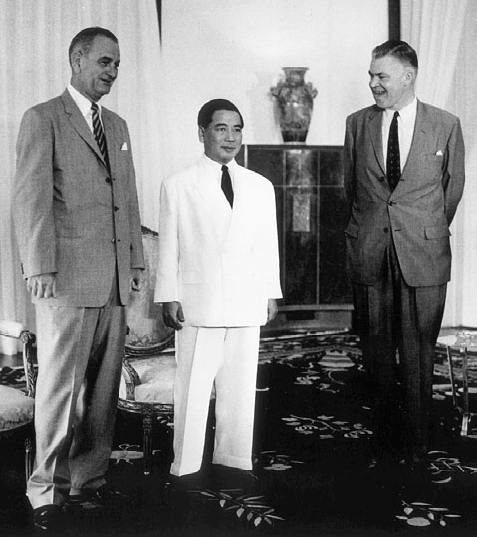
美国副总统林登·约翰逊、越南共产党总统吴廷琰和弗雷德里克·诺尔廷于1961年在南越总统府的合影

当克鲁拉克打断菲利普斯时，会议变得火药味十足。克鲁拉克声称当地的美国军事顾问拒绝了美国观察团军官的评估。菲利普斯承认，虽然整体军事形势有所改善，但三角洲关键地区的情况并非如此。 菲利普斯指出，西贡附近隆安省的省级军事顾问报告说，越共在上周占领了200个战略村，迫使村民拆除定居点。麦克纳马拉对截然不同的报道摇了摇头。当克鲁拉克嘲笑菲利普斯时，助理国务卿艾夫里尔·哈里曼再也无法克制自己，称这位将军是“该死的傻瓜”。 菲利普斯以外交手腕接替哈里曼的发言，强调这是一场争夺民心的战斗，而不是纯粹的军事指标。 
梅克林通过主张使用美国战斗部队来推翻吴廷琰政权并赢得战争，这引发了更多的不安。他断言“现在是美国施加直接压力，实现政权更迭的时候了，尽管这可能令人不快”。 梅克林坚称，如果只是简单地削减援助，将会引起反弹，因此美国部队必须直接解决问题。梅克林后来写信给美国国际传播局局长爱德华·R·默罗，坚称美国部队会欢迎在共产党升级的情况下参与战斗。在返回美国的旅途中，他曾断言使用美国战斗部队将鼓励政变，并提高士气以对抗越共。他还呼吁策划一场政变，并要求美国表现出更多的决心。 
菲利普斯和梅克林表达的悲观情绪让诺尔廷感到惊讶，他说菲利普斯的说法“让我大吃一惊。我简直不敢相信自己的耳朵。” 诺尔廷坚称，梅克林在心理上很容易被洗脑，因为他最近与妻子分手了。当时，梅克林与《纽约时报》和合众国际社的记者，大卫·哈尔伯斯坦和尼尔·希恩住在一起。 哈伯斯坦和希恩都获得了普利策奖，并且都是吴廷琰的尖锐批评者。  

## 后续发展
在国家安全委员会会议、美国驻西贡大使馆和国会中，考虑得越来越多的一项策略是暂停对吴廷琰的非军事援助。 8月26日，在美国之音错误地宣布暂停援助后，美国大使洛奇于8月29日获得了一项决定权：如果发现美国的援助可能致使南越发生政变的话，他有权停止援助。与此同时，美国参议院开始向政府施压，要求其对吴廷琰采取行动。助理国务卿希尔斯曼受到了参议院远东小组委员会的游说。参议员弗兰克·丘奇告知政府，他打算提出一项决议，谴责吴廷琰的反佛教镇压，并要求如果不实行宗教平等，就终止援助。最后，丘奇同意暂时推迟该法案的提出，以避免让政府难堪。  
代表团在越南期间，国务院积极讨论了通过选择性暂停援助来向吴廷琰施压，让他结束宗教歧视的策略。在 9月8日的电视采访中，美国国际开发署主任戴维·贝尔警告说，如果吴廷琰不改变政策，国会可能会削减对南越的援助。 9月9日，肯尼迪对贝尔的言论进行了回避，称“我认为我们认为在这个时候削减对西贡的援助不会有帮助。”  而在9月11日，也就是克鲁拉克和门登霍尔提交报告的第二天，洛奇改变了立场。在给华盛顿的一封长电中，他主张考虑利用暂停非军事援助来引发吴廷琰的垮台。洛奇的结论是，美国无法从吴廷琰那里得到它想要的东西，所以必须迫使事态发展到紧要关头。同日另一场白宫会议后，丘奇参议员获悉他的法案可以被采纳，于是他将该法案提交参议院。  
国家安全委员会于9月17日重新召开会议，以审议希尔斯曼提出的两项处理吴廷琰的方案。希尔斯曼和他在国务院的同事们支持的计划是“施压和劝说途径”。这涉及公共和私人层面一系列不断升级的措施，包括选择性暂停援助以及向吴廷琰施压，以罢免吴廷瑈。 另一种选择是“与复苏的南越政府和解（reconciliation with a rehabilitated GVN track）”，其中涉及公开默许吴廷琰最近的行动，并试图尽可能地挽救局势。 这两项提案都假设南越军队不会发生政变。 在这个没有定论的报告后，派出了后续考察团前往越南，即麦克纳马拉-泰勒考察团，由罗伯特·麦克纳马拉和参谋长联席会议主席馬克斯維爾·泰勒领导。  

## 笔记
1. ↑  Jacobs, pp. 142–143.
2. ↑  Jacobs, pp. 144–145.
3. ↑  Jacobs, pp. 147–149.
4. ↑  Jacobs, pp. 152–154.
5. ↑  Jacobs, pp. 160–163.
6. 1 2 3 4 5 6 7 8 9 10 11 12 13 14 15 16 17 18 19 20  . Pentagon Papers. Daniel Ellsberg. : 201–276  [2008-05-21]. （原始内容存档于2008-04-24）.
7. 1 2 3 4  Jones, pp. 356–357.
8. 1 2 3 4 5 6 7  Tucker, p. 263.
9. 1 2 3 4 5 6 7 8 9 10  Jones, p. 357.
10. ↑  Jacobs, pp. 86–87.
11. ↑  Jacobs, pp. 111–112.
12. ↑  Tucker, p. 290.
13. ↑  Karnow, pp. 246, 250.
14. 1 2 3 4  Hammer, p. 208.
15. 1 2 3 4  Jones, p. 358.
16. 1 2  Karnow, pp. 252–253.
17. ↑  Tucker, p. 308.
18. 1 2 3 4 5 6 7  Jones, pp. 358–359.
19. ↑  Tucker, p. 220.
20. ↑  Hammer, p. 130.
21. ↑  Jones, pp. 297–298.
22. ↑  Tucker, p. 227.
23. ↑  Tucker, p. 404.
24. ↑  Jacobs, p. 169.
25. 1 2 3 4  Jones, p. 359.
26. 1 2 3 4  Jones, p, 360.
27. ↑  Jacobs, p. 130.
28. ↑  Karnow, p. 312.
29. 1 2 3  Hammer, pp. 213–214.